# Rodinia
Rodinia er et tidligere superkontinent som formentlig blev dannet for omkring en milliard år siden. Kontinentet lå hovedsagelig syd for ækvator, og dækkede bl.a. sydpolen. For omkring 600 millioner år siden var store dele af kontinentet dækket af is.
Kontinentet begyndte at sprække op før Kambrium i Gondwanaland, Nord-Amerika, Sibirien, Avalonia (England og dele af Belgien) samt Baltikum. Disse kontinenter dannede senere superkontinentet Pangæa.
Navnet er afledt af det russiske ord "rodina" (pодина), der betyder fædreland.